# Moulin à eau de Sainte-Flavie
 (juillet 2011).

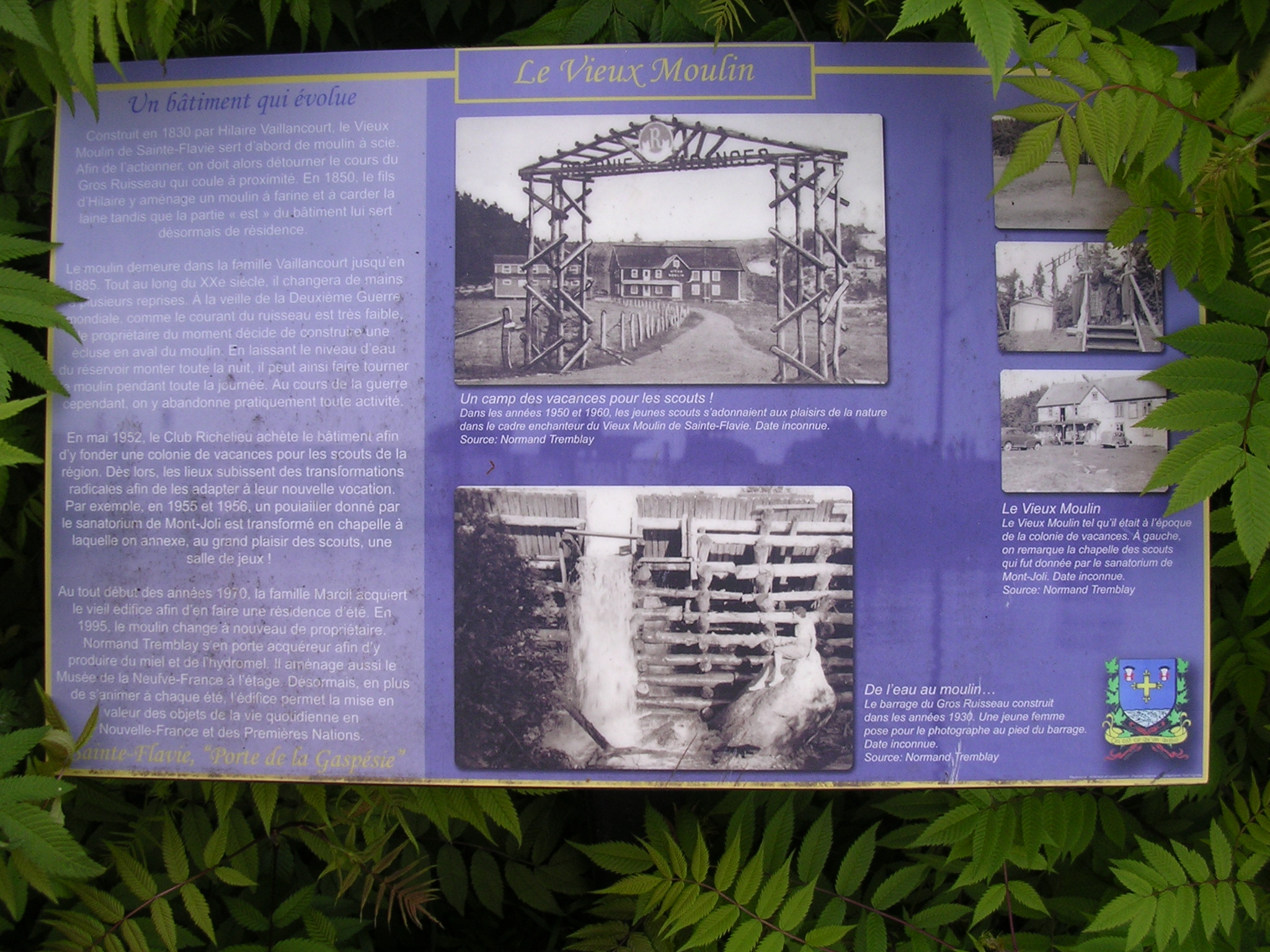
Panneau d'interprétation du vieux moulin de Sainte-Flavie

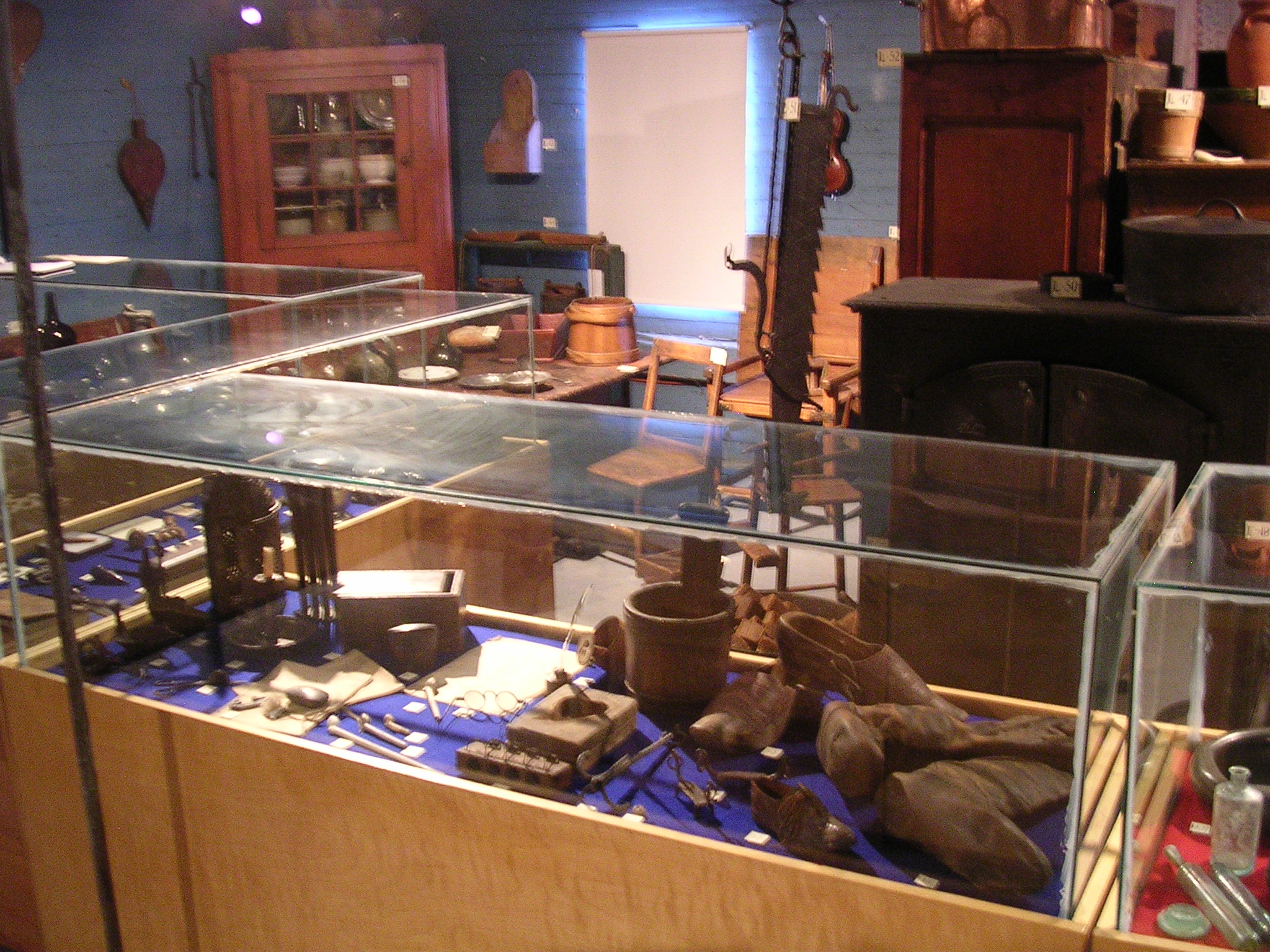
Une partie de l'exposition du Musée de Neufve-France situé à l'étage du moulin.

Le moulin à eau de Sainte-Flavie est l'un des derniers moulins à eau du Québec au Canada. Il est situé à Sainte-Flavie dans le Bas-Saint-Laurent.

## Identification
- Nom du bâtiment : Moulin à eau de Sainte-Flavie
- Adresse civique :
- Municipalité : Sainte-Flavie
- Propriété :

## Construction
- Date de construction : 1830
- Nom du constructeur :
- Nom du propriétaire initial :

## Chronologie
- Évolution du bâtiment :
- Autres occupants ou propriétaires marquants :
- Transformations majeures :

## Mise en valeur
- Constat de mise en valeur : Musée de la Neufve-France
- Site d'origine : Oui
- Constat sommaire d'intégrité :
- Responsable :